# Vickers Valiant
Vickers-Armstrongs Valiant là một loại máy bay ném bom phản lực 4 động cơ của Anh, thuộc lực lượng hạt nhân V của Không quân Hoàng gia trong thập niên 1950 và 1960.

## Biến thể
- Valiant B.1:
- Type 710 Valiant B(PR).1:
- Type 733 Valiant B(PR)K.1:
- Type 758 Valiant B(K).1:

## Quốc gia sử dụng
Anh Quốc
- Không quân Hoàng gia

## Tính năng kỹ chiến thuật (Valiant B.1)
Dữ liệu lấy từ Vickers Aircraft since 1908
Đặc điểm tổng quát
- Tổ lái: 5
- Chiều dài: 108 ft 3 in (32,99 m)
- Sải cánh: 114 ft 4 in (34,85 m)
- Chiều cao: 32 ft 2 in (9,80 m)
- Diện tích cánh: 2.362 ft² (219 m²)
- Trọng lượng rỗng: 75.881 lb (34.491 kg)
- Trọng lượng cất cánh tối đa: 140.000 lb (63.600 kg))
- Động cơ: 4 × Rolls-Royce Avon RA28 Mk 204 kiểu turbojet, 10.000 lb (44,6 kN) mỗi chiếc

 Hiệu suất bay 
- Vận tốc cực đại: 567 mph (493 knot, 913 km/h) trên độ cao 30.000 ft (9.150 m)
- Tầm bay: 4.500 mi (3.910 hải lý, 7.245 km)
- Trần bay: 54.000 ft (16.500 m)
- Vận tốc leo cao: 4.000 ft/phút (20 m/s)

Trang bị vũ khí

- Bom: 

  - 1 × quả bom hạt nhân 10,000 lb (4500 kg) Blue Danube[2] or
  - 21 × quả bom loại 1.000 lb (450 kg)